# Augustin de Saint-Hilaire
Augustin François César Prouvençal de Saint-Hilaire (Orléans, 4 ottobre 1779 – Orléans, 30 settembre 1853) è stato un botanico ed esploratore francese.
Pubblicò in giovane età delle memorie di botanica. Dal 1816 al 1822, e ancora nel 1830, viaggiò nell'America del Sud e in particolare nel sud e al centro del Brasile. Le osservazioni su quella esuberante flora gli permisero di pubblicare parecchie opere su questo tema. Venne eletto corrispondente dell'Accademia francese delle scienze nel 1819, nel 1830 ne divenne membro al posto di Jean-Baptiste de Lamarck (1744-1829), nel 1835 ne divenne presidente.

## Lista parziale delle opere
- Flora Brasiliae meridionalis (3 volumi, comprendente 592 tavole colorate, 1825-1832) opera redatta assieme a Adrien de Jussieu (1797-1853) e Jacques Cambessèdes (1799-1863)
- Histoire des plantes les plus remarquables du Brésil et du Paraguay (1 volume, 30 tavole, 1824)
- Plantes usuelles des Brésiliens (1 volume, 70 tavole, 1827-1828), in collaborazione con Jussieu et Cambessèdes
- Voyage dans le district des diamants et sur littoral du Brésil (2 volumi, 1833)
- Leçons de botanique comprenant principalement la morphologie végétale (1840), che tratta della morfologia vegetale e della sua applicazione alla sistematica botanica.